# Clorantàcies
Les clorantàcies (Chloranthaceae) són l'única família de l'ordre de l'ordre monotípic de les clorantals (Chloranthales), que agrupa 73 espècies en quatre gèneres.

## Descripció
Aquestes plantes plantes angiospermes són plantes llenyoses tropicals que es caracteritzen pel fet de tenir fulles oposades i amb estípules. Les flors no tenen pètals. El fruit és semblant a una drupa.

## Taxonomia
L'ordre de les clorantals va ser publicat per primer cop l'any 1835 a pel botànic escocès Robert Brown (1773-1858) a l'obra Conspectus regni vegetabilis : secundum characteres morphologicos praesertim carpicos in classes ordines et familias digesti, adjectis exemplis nominibusque plantarum usui medico technico et oeconomico inservientium del botànic alemany Carl Friedrich Philipp von Martius (1794-1868). La familia de les clorantàcies també fou publicada per primer cop per Robert Robert Brown, però la primera descripció vàlida és atribuida al botànic anglès John Sims (1749-1831), i fou publicada a la revista The Botanical magazine; or Flower-Garden displayed l'any 1820.

### Gèneres
Dins d'aquesta família es reconeixen els 4 gèneres següents:
- Ascarina J.R.Forst. & G.Forst. - 12 espècies natives de Madagascar, Malèsia i Nova Zelanda.[5]
- Chloranthus Sw. - 15 espècies natives de l'est i el sud d'Àsia.[6]
- Hedyosmum Sw. - 45 espècies natives del sud-est asiàtic i de l'Amèrica tropical, des de Mèxic fins al Brasil.[7]
- Sarcandra Gardner - 1 espècie nativa del sud-est asiàtic.[8]

## Història taxonòmica
El sistema Cronquist, de 1981, assignava aquesta família a l'ordre de les piperals dins la subclasse Magnoliidae de la classe Magnoliopsida (dicotiledònies) de la divisió Magnoliophyta (angiospermes).